# Lucien Marchal (homme de théâtre)
Pour les articles homonymes, voir Marchal.
Lucien Marchal, né le 5 juillet 1948 à Paris, est un comédien, homme de théâtre, enseignant, traducteur et médiateur culturel français.

## Biographie
Après une enfance passée dans la boulangerie paternelle à Vitry-sur-Seine, rêvant de devenir comédien, il rencontre Jacques Lassalle qui vient de créer un cours d'art dramatique dans la ville. Il participe ainsi en 1966 à la fondation du Studio-Théâtre de Vitry, dont il devient un acteur permanent. Il y reçoit sa formation d'acteur, tout en découvrant la dimension sociale de l'action culturelle dans une ville de banlieue en plein développement sous l'impulsion de son maire Marcel Rosette. Rejoignant le Parti communiste français comme beaucoup d'intellectuels à cette époque, il devient conseiller municipal de Vitry de 1977 à 1983. S'éloignant de son activité artistique, il s'engage, de 1974 à 1984, dans l'action culturelle qui l'amène, au sein de l'association Travail et Culture, à découvrir l'univers des comités d'entreprise. Dans les années 1980, il participe à l'essor de l'action culturelle en France. En 1986, il crée Théâtre en Actes, synthèse de son expérience de comédien et de professionnel de l'action culturelle, dont la structure inédite réunit une école de théâtre, un lieu de création et un lieu de pratique amateur. En 1994, il retourne à son métier de comédien.

## Formation
À partir de 1964, il est formé par Jacques Lassalle. Il acquiert aussi auprès de Bernard Guillaumot, une formation à la scénographie et suit la création de nombreux projets de salles de spectacle, dont le théâtre provisoire de Nanterre et le Théâtre Jean-Vilar de Vitry. En 1968, il est aussi l'élève de Tania Balachova, tout en préparant une licence d'anglais à la Sorbonne. En 1971, il est assistant auprès de Tadeusz Kantor et Bob Wilson, dans le cadre du premier Atelier international du théâtre expérimental organisé par l'Institut international du théâtre à Dourdan. En 1976, il se perfectionne à l'École française du cirque auprès de Pierre Etaix.

## Le Studio-Théâtre de Vitry
Comédien de la troupe, il participe à tous les spectacles sauf un de 1966 à 1975, tout en étant régisseur à partir de 1969 et administrateur durant la saison 1972-1973
Mises en scène de Jacques Lassalle
- 1966 : La Seconde Surprise de l'amour de Marivaux : Le Comte
- 1967 : Barouf à Chioggia de Carlo Goldoni : Fortunato
- 1968 : Comme il vous plaira de William Shakespeare : le Beau, Brouilletout, Corin
- 1970 : Célimare le bien-aimé d'Eugène Labiche : Vernouillet
- 1971 : Le Rêve du juge Pao de Guan Hanqing : le Père, Chao le singe, Chang Kuei
- 1972 : Le Décaméron d'après Boccace : Fortunato Poppi
- 1973 : Jonathan des années 30 de Jacques Lassalle : Horace

Mises en scène de Daniel Girard (Théâtre à l'École)
(Sur des textes de Gérard Astor)
- 1970 : Le Briquet d'après Hans Christian Andersen
- 1971 : Le Moulin à huile et le moulin à blé
- 1972 : La Machine prodigieuse
- 1973 : La Multiplication
- 1975 : Les Mendiants de Braspart

## Travail et Culture
1977-1984 : invité par Guy Konopnicki à rejoindre l’équipe d’animateurs de la Fédération nationale Travail et Culture, il y développe le secteur Formation puis, nommé directeur des activités, il crée et développe les secteurs Expositions, Livre et Séjours culturels qu’il confie à de nouveaux collaborateurs (André Curmi, Brigitte Gimonet, Nadine Etcheto, Dominique Heurtier). Acteur de la réflexion sur l’activité culturelle dans les comités d’entreprise, il écrit de nombreux articles dans la revue Doc de l’Union régionale parisienne TEC. Il est à l’initiative de la création de la revue Médianes destinée aux bibliothèques des comités d’entreprise.

## Théâtre en Actes
En 1986, il découvre au 112 rue Oberkampf dans le 11e arrondissement de Paris une salle de spectacles, le Cithéa, ancien cinéma de série B, converti en lieu de concerts rock. Il la loue quelques heures par semaine pour y créer un cours d’art dramatique professionnel, Théatre en Actes qui compte, parmi ses premiers élèves, Philippe Duquesne, Benjamin Knobil, Ludovic Lagarde, Laurent Poitrenaux… L’année suivante, il investit complètement la salle pour y développer simultanément une école de comédiens, un lieu de pratique amateur et un espace pour la jeune création donnant l'opportunité à une génération de jeunes artistes et d'élèves comédiens d'expérimenter de nouvelles formes de travail et d'en présenter le résultat.
En 1992, faute de moyens financiers, Théâtre en Actes doit quitter ses locaux de la rue Oberkampf. L'activité se poursuit dans une nouvelle salle, un ancien lavoir du XIXe siècle, rue de Reuilly et sous un nouveau nom Parenthèse.
Jusqu’en 1994, il est directeur de la salle, directeur artistique, enseignant et metteur en scène.

## Comédien
- 1971 : Timon d'Athènes de William Shakespeare, mise en scène Bernard Sobel, Théâtre de Gennevilliers
- 1975 : La femme morcelée, mise en scène Patrick Morelli, tournée en province
- 1975 : Nazim Hikmet et Le Petit Poucet, réalisés par Philippe Gavardin, deux vinyles 33 tours, Chevance/Le Chant du Monde
- 1984 : Passagio de Luciano Berio, mise en scène Claude Régy, direction musicale Diego Masson au Théâtre du Châtelet
- 1987 : Pour ne pas finir d'après Anton Tchekhov, mise en scène Thierry Bédard et Lucien Marchal, Théâtre Jean-Vilar de Vitry, C.A.C. de St-Cyr l'École
- 1989 : Pathologies Verbales, d’après Jean-Pierre Brisset, mise en scène Thierry Bédard, Théâtre de la Bastille
- 1990 : L'Inondation d'Evgueni Zamiatine, mise en scène Etienne Pommeret, Théâtre en Actes : Le Récitant
- 1990 : L'Arbre de Jonas d'Eugène Durif, mise en scène Françoise Coupat, Théâtre Municipal de Bourg-en-Bresse : Étienne
- 1991 : Terres Mortes de Franz Xaver Kroetz, mise en scène Daniel Girard, Théâtre national de Strasbourg, Théâtre national de la Colline (reprise en 1993) : Le Paysan, Le Client
- 1991 : Le Carnaval des animaux, chorégraphie Oscar Araiz, Ballet du Rhin : Le Récitant
- 1991 : Chef-lieu d'Alain Gautré, mise en scène Jean-Claude Fall, Théâtre Gérard-Philipe (Saint-Denis) : Maréchal
- 1994 : Ines Mendo de Prosper Mérimée, mise en scène Laurence Février, Comédie de Caen : Juan Mendo
- 1995 : La Botte et sa chaussette de Herbert Achternbusch, mise en scène Michel Dubois, Lucien Marchal, Jean-Yves Lazennec, à la Comédie de Caen : Fanny
- 1995 : Cinquante mille nuits d’amour et Chagrin des îles de Jean-Pierre Milovanoff, mise en scène Laurence Mayor, Chartreuse de Villeneuve-lez-Avignon : L’Inspecteur, L’Homme de la situation
- 1995 : Des Oh et des Ah de Markus Kägi, lecture avec Michel Dubois, Centre culturel suisse : Alfred
- 1996 : L’Homme difficile de Hugo von Hofmannsthal, mise en scène Jacques Lassalle, Théâtre Vidy-Lausanne, Théâtre national de la Colline : Vinzenz
- 1997 : Mickey la Torche et Cet assassin-là vous aime de Natacha de Pontcharra, lecture dirigée par l’auteur, Chartreuse de Villeneuve-lez-Avignon
- 1997 : Les Arguments de Notoire, mise en scène Thierry Bédard, Marché de la Parole, La Halle aux Grains de Blois
- 1997-1998 : 27 remorques pleines de coton de Tennessee Williams, mise en scène Daniel Girard, Nouveau théâtre d’Angers : Meighan
- 1997 : Solo de Samuel Beckett, mise en scène Josane Rousseau, les Fédérés de Montluçon : Le Récitant
- 1998 : La Cagnotte, de Labiche, mise en scène Jacques Lassalle, Théâtre Hébertot : Benjamin, Cocarel, Chalamel
- 1999 : Les Idiots de Claudine Galéa, lecture dirigée par Christophe Lemaitre, Théâtrales
- 2000-2002 : Éloge de l’analphabétisme - La Bibliothèque censurée d’après Hans Magnus Enzensberger, conférence dirigée par Thierry Bédard : Le Conférencier Howard Marshall
- 2000 : Pheadra's Love de Sarah Kane, mise en scène Renaud Cojo, Théâtre de la Bastille : Thésée
- 2001 : Léonce et Léna de Georg Büchner, mise en scène André Engel, Théâtre de l'Odéon : Le Maître de cérémonie
- 2003 : Les Prétendants de Jean-Luc Lagarce, mise en scène Jean-Pierre Vincent, Théâtre national de la Colline : Soliveau
- 2003 : Le Jugement dernier d'Ödön von Horváth, mise en scène André Engel, Scène nationale de Chambéry-Annecy, Théâtre de l'Odéon : Le Brigadier
- 2004 : Pas vu (à la télévision) d’après Boris Cyrulnik et Edgar Morin, mise en scène Arnaud Churin, MC93 Bobigny : Max
- 2007 : Le Roi Lear de William Shakespeare, mise en scène André Engel, Théâtre de l'Odéon : Oswald
- 2009-2010 : Artiste associé à la Comédie de Reims
- 2010 : Oui dit le très jeune homme de Gertrude Stein, mise en scène Ludovic Lagarde, Comédie de Reims : Georges

## Metteur en scène et dramaturge
- 1979 : Adaptation et dramaturgie de L'Epopée de Gilgamesh, mise en scène Farid Paya, Festival de Berlin, Théâtre de la Cité internationale
- 1980 : Dramaturgie de Hugo-Hugo de Philippe Gavardin, mise en scène Serge Noyelle, Centre culturel communal de Châtillon
- 1983 : Mise en scène de Chant du bord d'Alexandrie, conte musical de Mario Haniotis et Gérard Astor, Théâtre Jean-Vilar de Vitry
- 1984 : Texte et direction d'acteurs pour Le Partage du Roi, chorégraphie de Michel Caserta, Théâtre Jean-Vilar de Vitry
- 1984 : Texte et mise en scène de Lettre à un Spectateur de Théâtre, tournée en comités d’entreprise
- 1986 : Texte et mise en scène de Faut qu'ça bouge, entrée de clowns, commande du Comité d'Entreprise de la SNCF, sous le chapiteau Zavatta Fils
- 1987 : Mise en scène avec Thierry Bédard de Pour ne pas finir d'après Anton Tchekhov, Théâtre Jean-Vilar de Vitry, C.A.C. de St-Cyr l'École
- 1988 : Direction d'acteurs pour La Nuit du Centollo d'Emmanuel Hocquard, C.A.C. de Marne la Vallée
- 1988 : Direction des élèves du Conservatoire national de Tunis (ISAD) pour Woyzeck, Fort de la Goulette à Tunis
- 1989 : Mise en espace et direction d'acteurs de La Vénus moscovite de F. Roy, Conservatoire Rachmaninov
- 2000 : Direction d'acteurs pour la lecture de Poupée brûlée de Chris Hannan, Théâtrales
- 2002 : Mise en scène de George Dandin de Molière, compagnie Le Rideau s'ouvre en Bourgogne
- 2004 : Mise en scène d'Andromaque de Racine, Le Mal Egrené, Vitry, Bourg-en-Bresse
- 2005 : Direction d’acteurs pour la théâtralisation des textes aux Rencontres de l’Atelier européen de la traduction - Scène nationale Carré Saint-Vincent, Orléans
- 2005 : Mise en scène de Meilleurs Souvenirs de Grado de Franz Xaver Kroetz, Le Mal Egrené, Vitry

## Enseignant
- 1986-1994 : Direction et enseignement, école de Théâtre en Actes
- 1993-1995 : Coordinateur des Ateliers de formation et de recherche de la Comédie de Caen
- 1994 : Direction du stage Figures du sexe et de la mort (sur des textes de Franz Xaver Kroetz, Georges Bataille, Arthur Schnitzler…), Comédie de Caen
- 1994 : Direction du stage Le silence et le bruit (sur des textes de Samuel Beckett), Comédie de Caen
- 1996 : Direction du stage Molière / Marivaux  - Élèves de 1re année, école de la Comédie de Saint-Etienne
- 1997–1998 : Directeur de l’école de la Comédie de Saint-Etienne
- 1999 : Direction du stage Dramaturgies des Iles Britanniques, Nouveau théâtre d'Angers
- 1999 : Direction du stage Le Théâtre de Jean Racine - Étudiants du DEUST-Théâtre, Faculté des lettres de Besançon / Nouveau Théâtre de Besançon
- 2000 : Intervention sur Le théâtre de Sarah Kane, Conservatoire national supérieur d’art dramatique
- 2000 : Direction du stage Le jeu naturel–Théâtres anglo-saxons, Comédie de Reims
- 2001 : Atelier de traduction sur le texte 4.48 Psychosis de Sarah Kane - élèves de 1re et terminale du Lycée Voltaire d'Orléans, Atelier de la traduction, direction Jacques Le Ny - Scène nationale Carré Saint-Vincent, Orléans
- 2002 : Direction du stage Le Théâtre de Feydeau, mise en scène de Feu la mère de Madame et Mais n'te promène donc pas toute nue- Étudiants du DEUST-Théâtre, Faculté des lettres de Besançon / Nouveau Théâtre de Besançon
- 2004-2006 : Module de stage d’accueil, École Estienne - Paris
- 2009-2010 : Coordination des intervenants Théâtre au Centre national des arts du cirque

## Traducteur
- 1996 : Membre du Comité anglais de la Maison Antoine-Vitez
- 1996 : Traduction de Mumbo Jumbo, pièce irlandaise de Robin Glendinning - Bourse de la maison Antoine-Vitez
- 1997 : Traduction de Poupée brûlée, pièce écossaise de Chris Hannan - Bourse de la maison Antoine-Vitez
- 1996 : Participation à la rédaction du cahier Théâtres irlandais de la Maison Antoine-Vitez sous la direction d’Isabelle Famchon
- 1997 : Traduction de Anéantis  (ISBN 9782851814210), pièce anglaise de Sarah Kane - L'Arche (éditeur)

## Divers
- 1974-1975 : Conseiller culturel de la ville de Massy, il crée et dirige l'un des premiers services culturels municipaux en France
- 1981 : Membre du jury de Cinéma du réel au Centre national d'art et de culture Georges-Pompidou
- De 1990 à 1995 : Membre du groupe d'experts du théâtre auprès de la DRAC Île-de-France
- 1993 : Membre du jury du Certificat national d’aptitude à l’enseignement de l’art dramatique
- 1995 : Membre du jury de Turbulences, Scène nationale Le Maillon - Strasbourg
- 1996 : Membre du jury du concours d’entrée à l'École de la Comédie de Saint-Étienne
- 2020 : Edition à compte d'auteur : "Le regard perdu" - Biographie du Peintre Gustave Dennery